# Wapen van het Land van Cuijk (gemeente)

Het wapen van de gemeente Land van Cuijk

Het wapen van de gemeente Land van Cuijk werd bij koninklijk besluit op 28 oktober 2021 aan de toen nog te vormen gemeente Land van Cuijk verleend. Op 1 januari 2022 werd de gemeente opgericht uit de voormalige gemeenten Boxmeer, Cuijk, Mill en Sint Hubert en Sint Anthonis.

## Beschrijving
Voor het wapen geldt de volgende beschrijving:
In goud twee dwarsbalken, vergezeld van acht zoomsgewijze geplaatste merletten en in het hart een geopende burcht, alles van keel. Het schild gedekt met een gouden kroon van twaalf parels waarop drie parels.
De heraldische kleuren zijn: goud (geel) en keel (rood).

## Symboliek
Het wapen stamt af van het wapen van de gelijknamige historische heerlijkheid Land van Cuijk en dat van het geslacht Van Cuijk, die deze heerlijkheid bestuurden. Het wapen van het geslacht Cuijk kwam al voor in het Wapenboek Bellenville (eind 14e eeuw), in het Wapenboek Gelre, van de heraut van Gelre (rond 1400) en in het Wapenboek Beyeren (1405). Aan het gemeentewapen is nog de burcht toegevoegd uit het wapen van Grave.

## Verwante wapens

Het wapen van Cuijk
Het wapen van Cuijk en Sint Agatha
Het wapen van Boxtel
Het wapen van Grave
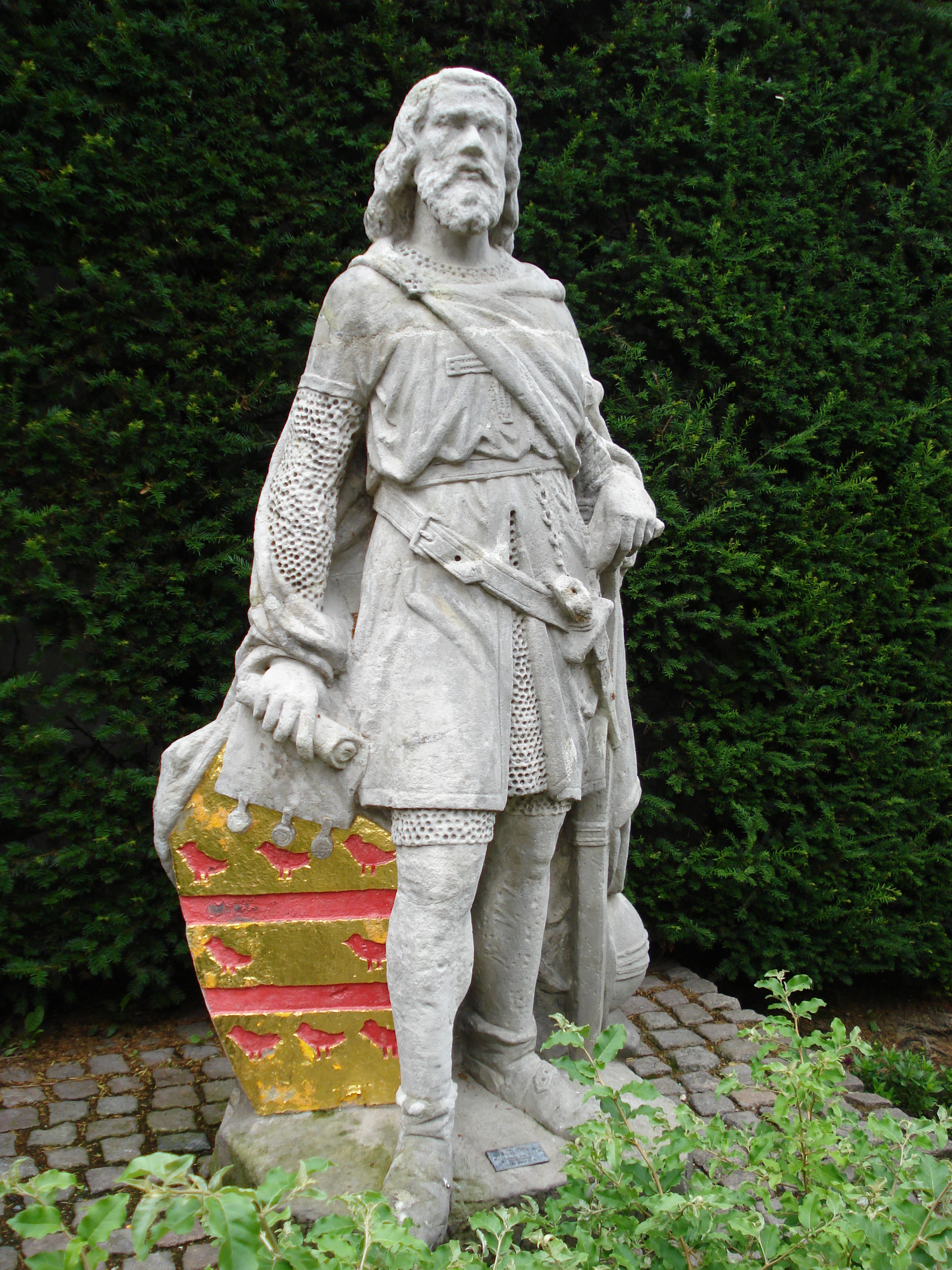
Jan I van Cuijk met zijn wapen.
Graaf van Cuijk, Wapenboek Beyeren
Otte van Cuijk, Wapenboek Beyeren

Alphen-Chaam · Altena · Asten · Baarle-Nassau · Bergeijk · Bergen op Zoom · Bernheze · Best · Bladel · Boekel · Boxtel · Breda · Cranendonck · Deurne · Dongen · Drimmelen · Eersel · Eindhoven · Etten-Leur · Geertruidenberg · Geldrop-Mierlo · Gemert-Bakel · Gilze en Rijen · Goirle · Halderberge · Heeze-Leende · Helmond · 's-Hertogenbosch · Heusden · Hilvarenbeek · Laarbeek · Land van Cuijk · Loon op Zand · Maashorst · Meierijstad · Moerdijk · Nuenen, Gerwen en Nederwetten · Oirschot · Oisterwijk · Oosterhout · Oss · Reusel-De Mierden · Roosendaal · Rucphen · Sint-Michielsgestel · Someren · Son en Breugel · Steenbergen · Tilburg · Valkenswaard · Veldhoven · Vught · Waalre · Waalwijk · Woensdrecht · Zundert